# Албрехт II (Бавария)
Вижте пояснителната страница за други личности с името Албрехт II.
Албрехт II (на немски: Albrecht II; * 1368, † 21 януари 1397, Келхайм) от династията Вителсбах е управител (щатхалтер) на  Щраубинг в южнобаварските части на Херцогство Бавария-Щраубинг от 1387 г. до смъртта си.

## Произход
Той е вторият син и петото дете на херцог Албрехт I от Щраубинг-Холандия (1347 – 1404), и на Маргарета от Лигнитц-Бриг.
През 1370 г. е договорено той да се ожени за две години по-възрастната от него Анна Бохемска, дъщеря на император Карл IV. Тя обаче се омъжва през 1382 г. за английския крал Ричард II.

## Управление
На 19 години баща му го поставя за щатхалтер на Щраубинг. При него гостуват известни хора на изкуството. През 1395 г. той посреща много богато бургундския херцог Жан Безстрашни, когато последният отсяда в Щраубинг на път за Унгария, където трябвало да се присъедини към кръстоносния поход срещу турците на Балканите, завършил с битката при Никопол.
Албрехт II посещава редовно с подчинените си немските и европейски турнири на висшата аристокрация и се бие през 1390 г. в Ландсхут, през 1391 г. в Нюрнберг и през 1393 г. в Хайделберг.
Той прави чести дарения от пари на свещеници, поклонници и на бедни. От 17 септември 1389 г. баща му събира таксите и митата от моста на Дунав в Щраубинг – по това време в цялото херцогство има само три моста, в Келхайм, в Щраубинг и в Дегендорф – и за пътя, преминаващ оттам от 1376 г. След три години, на 20 май 1392 г., Албрехт I дава привилегиите на град Щраубинг на своя син.
През 1388/1389 г. Албрехт II участва лично в градската война между баварските херцози и съюза на швабските градове. Освен херцожеския дворец той построява и множество църкви.
Албрехт II посещава няколко пъти баща си в Нидерландия. През 1396 г. Албрехт II се бие заедно с баща си Албрехт I и брат си Вилхелм II против въстаналите фризи. По обратния път за Щраубинг Албрехт II умира на 21 януари 1397 г. на 29 години, вероятно от пневмония.
Той е погребан в църквата на манастира на кармелитите в Щраубинг.